# Il segreto (film 2016)
Il segreto (The Secret Scripture) è  un film del 2016 diretto da Jim Sheridan.
Il film è un adattamento cinematografico de Il segreto (The Secret Scripture) di Sebastian Barry e racconta la storia di una donna anziana confinata in un ospedale psichiatrico, che ripercorre la sua vita tormentata tra gli sconvolgimenti politici e religiosi dell'Irlanda del Nord durante gli anni della Seconda Guerra Mondiale. Fanno parte del cast Vanessa Redgrave, Rooney Mara, Eric Bana, Theo James, Aidan Turner e Jack Reynor.

## Trama
L'anziana Roseanne McNulty è confinata da oltre 50 anni in un ospedale psichiatrico di Roscommon, in Irlanda. La struttura verrà presto demolita e il dottor Grene è uno psichiatra che, su richiesta della Chiesa cattolica locale, sta valutando se Rose deve essere trasferita o può essere rilasciata. Roseanne sta segretamente scrivendo la sua biografia, in cui ripercorre la sua vita di giovane donna tormentata durante la Seconda guerra mondiale, innamorata del pilota Michael McNulty, che sposa in segreto, e segnata da una vita di solitudine e povertà fino all'accusa di infanticidio che le aprì le porte dell'ospedale psichiatrico. Anche il dottor Grene sta scrivendo un diario sulla sua paziente e le sue ricerche non coincidono con i racconti dell'anziana donna, facendo emergere a poco a poco una sconvolgente verità.

## Produzione
A gennaio 2014 è stato annunciato che Jessica Chastain e Vanessa Redgrave avevano ottenuto i ruoli principali nel film, con la regia affidata a Thaddeus O'Sullivan con una sceneggiatura di Johnny Ferguson. A marzo 2014 Jonathan Rhys Meyers e Jeremy Irons si sono uniti al cast. A luglio dello stesso anno Rooney Mara ha ottenuto il ruolo da protagonista, sostituendo la Chastain, con Jim Sheridan al posto di O'Sullivan alla regia. Ad agosto 2014 Theo James, Eric Bana e Jack Reynor sono entrati nel cast del film. Theo James ha sostituito Jonathan Rhys Meyers nel ruolo di Padre Gaunt.
Le riprese hanno avuto luogo interamente in Irlanda, tra gennaio e marzo 2015, a Sligo, nella Contea di Wicklow e a Inistioge, nella Contea di Kilkenny.

## Distribuzione
Il film è stato presentato in anteprima mondiale il 10 settembre 2016 al Toronto International Film Festival. A ottobre 2016 è stato presentato al London Film Festival e alla Festa del Cinema di Roma 2016.